# Muse Watson
Muse Watson (20 de julho de 1948) é um ator americano, mais conhecido por dois papéis muito notáveis, o do pacato e gentil Charles Westmoreland, de Prison Break, e seu papel de vilão nos filmes Eu sei o que vocês fizeram no verão passado e Eu ainda sei o que vocês fizeram no verão passado.
Seu trabalho mais recente foi uma pequena participação na primeira temporada de Prison Break, que ele volta com o papel do inesquecível Charles, vulgo, D. B. Cooper.
Também faz uma papel recorrente em NCIS como Mike Frank, ex-mentor de Gibbs.